# إيسيدرو مارتينيز
إيسيدرو مارتينيز (بالإنجليزية: Isidro Martinez)‏ هو لاعب كرة قدم أمريكي في مركز الوسط، ولد في 15 مارس 1997 في براونزفيل في الولايات المتحدة. لعب مع Rio Grande Valley FC Toros ‏.